# Trimenia marquesensis
Trimenia marquesensis, biljna vrsta iz porodice Trimeniaceae ograničena na  Markižansko otočje (Hiva Oa, Tahuata).
To je grm ili drvo i prvenstveno raste u vlažnim tropskim biomima.

## Sinonimi
- Trimenia weinmanniifolia subsp. marquesensis (F.Br.) Rodenb.